# Bathyconchoecia diacantha
Bathyconchoecia diacantha är en kräftdjursart som beskrevs av Deevey 1975. Bathyconchoecia diacantha ingår i släktet Bathyconchoecia och familjen Halocyprididae. Inga underarter finns listade.